# Вулиця Ґарета Джонса (Дніпро)
Вулиця Гарета Джонса — вулиця в Новокодацькому районі міста Дніпро. До вулиці прилучаються вулиці Майстрів, Підгірна та провулок Гарета Джонса.

Ґарет Джонс

## Історія
У радянські часи вулиця носила назву на честь Уралу.
16 серпня 2023 року Дніпровська міська рада перейменувала вулицю Дальноуральську на честь Гарета Джонса, британського журналіста, котрий вперше у західній пресі під власним іменем заявив про Голодомор 1932—1933 років.

## Перехресні вулиці
вулиця Простора